# Enerhodar
Enerhodar (ukrainisch Енергодар; russisch Энергодар Energodar) ist eine Stadt im Südosten der Ukraine mit etwa 53.500 Einwohnern (2020). Sie liegt in der Oblast Saporischschja am linken Ufer des Kachowkaer Stausees am Unterlauf des Dnepr in der Schwarzmeerniederung. Die Hauptstadt der Oblast, Saporischschja, liegt 70 km flussaufwärts. Die Existenz der Stadt geht auf das nahe gelegene Wärmekraftwerk Saporischschja und auf das anschließend gebaute Kernkraftwerk Saporischschja, das größte Europas, zurück. Der Name der Stadt kann mit „Geschenk der Energie“ übersetzt werden. Das Kernkraftwerk ist nach wie vor der größte Arbeitgeber der Stadt und prägt das Leben ihrer Einwohner.

## Geschichte

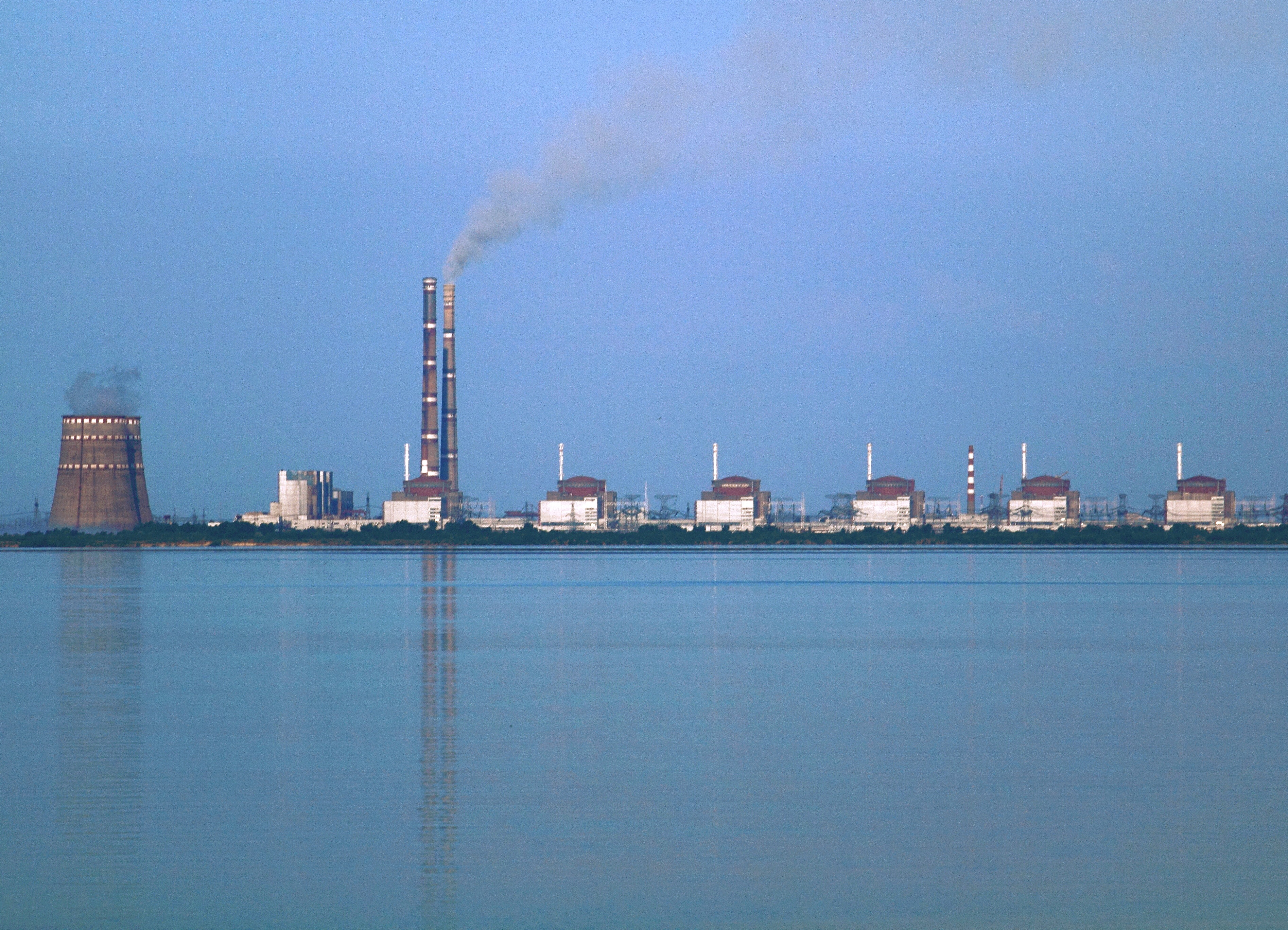
Wärmekraftwerk mit Kühltürmen, Kesselhaus und Schornsteinen sowie Kernkraftwerk Saporischschja mit sechs Reaktorblöcken von Westen

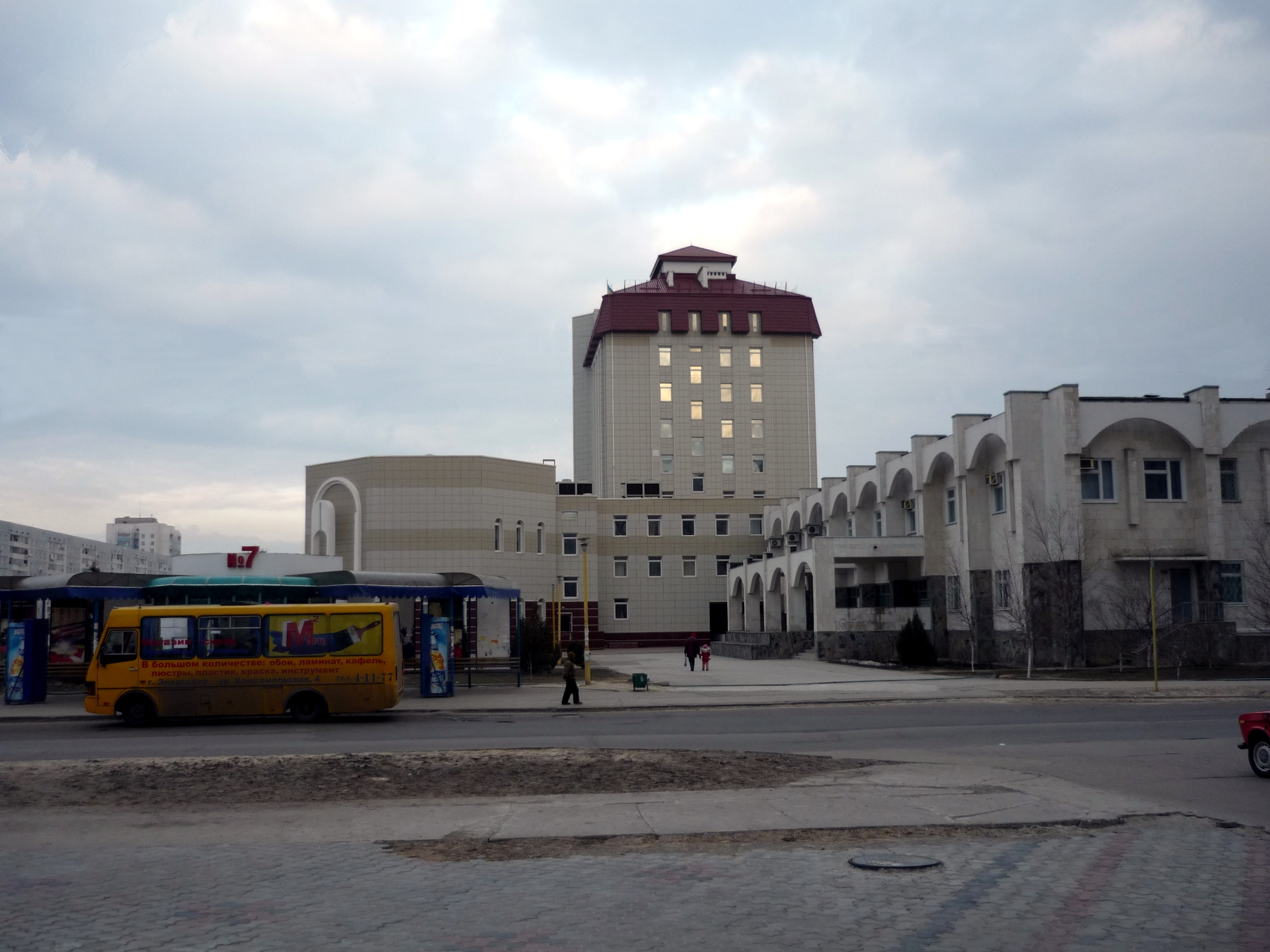
Rathaus von Enerhodar

Die Ortschaft wurde am 12. Juni 1970 für den Bau des Wärmekraftwerks Saporischschja gegründet und ist damit eine der jüngsten Ortschaften der Ukraine. Die ersten zwei Jahre war die Siedlung namenlos. 1972 erhielt sie den Namen Enerhodar und am 14. August 1985 die Stadtrechte.
Durch den Bau des Kernkraftwerkes Saporischschja 1981, zwei Kilometer westlich des Wärmekraftwerks gelegen, ist die Stadt Standort des mit 6000 Megawatt installierter Leistung größten Kernkraftwerks Europas. Es ist der größte Arbeitgeber der Stadt.
Am 6. Mai 2004 geriet das Kernkraftwerk in die Schlagzeilen, als in einem nur 40 km entfernt befindlichen Waffendepot der Ukrainischen Armee, in dem Altbestände der Roten Armee gelagert wurden, ein Feuer ausbrach. Dieses war mehrere Tage außer Kontrolle, wobei Artilleriegeschosse und Panzerabwehrraketen unkontrolliert in alle Himmelsrichtungen flogen.
Am 28. Februar 2022 behauptete Russland, die Stadt sowie das Kernkraftwerk Saporischschja im Rahmen des russischen Überfalls auf die Ukraine eingenommen zu haben. Der Bürgermeister von Enerhodar bestritt später diese Behauptung. Die ukrainische Militärverwaltung für den Südosten bestätigte am 7. März, dass Enerhodar von russischen Streitkräften besetzt worden sei. Laut dem ukrainischen Militärgeheimdienst sind rund 1000 russische Soldaten in Enerhodar sowie 500 weitere auf dem Gelände des anliegenden Atomkraftwerks stationiert. Von Enerhodar nehmen die russischen Truppen die Stadt Nikopol auf der ukrainisch kontrollierten Seite des Flusses Dnjepr unter Beschuss.
Im Mai 2023 wurden wegen der erwarteten ukrainischen Gegenoffensive Teile der Stadtbevölkerung von russischen Truppen evakuiert. Hatten Anfang Mai 2023 noch etwa 15.000 Menschen in Enerhodar gelebt, reduzierte sich deren Zahl durch den Aufruf zur freiwilligen Evakuierung laut Berichten um weitere 2000 Menschen auf etwa 13.000. Im Oktober 2024 wurde ein pro-russischer Sicherheitsmitarbeiter des Atomkraftwerks, der nach Angaben des ukrainischen Militärgeheimdienstes pro-ukrainische AKW-Beschäftigte denunziert hatte bzw. mit den russischen Besatzern zusammenarbeitete, mittels einer Autobombe in Enerhodar getötet.

## Einwohnerentwicklung
| Jahr | Einwohner |
| ---- | --------- |
| 1979 | 14.043    |
| 1989 | 47.100    |
| 2001 | 56.242    |
| 2005 | 54.689    |
| 2011 | 54.484    |
| 2020 | 53.343    |

## Söhne und Töchter der Stadt
- Wolodymyr Sydorenko (* 1976), Boxer